# Клей (округ, Теннесси)
Округ Клей (англ. Clay County) располагается в США, в штате Теннесси. По состоянию на 2010 год, численность населения составляла 7861 человек. Получил своё наименование в честь американского политического и военного деятеля Генри Клея.

## География
По данным Бюро переписи США, общая площадь округа равняется 671 км², из которых 612 км² — суша, и 60 км², или 8,93 % — это водоёмы.

## Население
По данным переписи населения 2000 года в округе проживает 7976 жителей в составе 3379 домашних хозяйств и 2 331 семей. Плотность населения составляет 13,00 человек на км2. На территории округа насчитывается 3959 жилых строений, при плотности застройки около 6,00-ти строений на км2. Расовый состав населения: белые — 96,75 %, афроамериканцы — 1,44 %, коренные американцы (индейцы) — 0,33 %, азиаты — 0,14 %, гавайцы — 0,11 %, представители других рас — 0,24 %, представители двух или более рас — 0,99 %. Испаноязычные составляли 1,35 % населения независимо от расы.
В составе 27,70 % из общего числа домашних хозяйств проживают дети в возрасте до 18 лет, 54,70 % домашних хозяйств представляют собой супружеские пары, проживающие вместе, 9,70 % домашних хозяйств представляют собой одиноких женщин без супруга, 31,00 % домашних хозяйств не имеют отношения к семьям, 27,60 % домашних хозяйств состоят из одного человека, 12,00 % домашних хозяйств состоят из престарелых (65 лет и старше), проживающих в одиночестве. Средний размер домашнего хозяйства составляет 2,33 человека, и средний размер семьи — 2,80 человека.
Возрастной состав округа: 21,50 % — моложе 18 лет, 7,90 % — от 18 до 24, 27,40 % — от 25 до 44, 27,60 % — от 45 до 64, и 27,60 % — от 65 и старше. Средний возраст жителя округа — 40 лет. На каждые 100 женщин приходится 94,60 мужчин. На каждые 100 женщин старше 18 лет приходится 95,00 мужчин.
Средний доход на домохозяйство в округе составлял 23 958 USD, на семью — 29 784 USD. Среднестатистический заработок мужчины был 23 513 USD против 16 219 USD для женщины. Доход на душу населения составлял 13 320 USD. Около 14,30 % семей и 19,10 % общего населения находились ниже черты бедности, в том числе — 23,40 % молодежи (тех, кому ещё не исполнилось 18 лет) и 27,60 % тех, кому было уже больше 65 лет.